# زبان کجلی

کَجَلی یک زبان رو به مرگ ایرانی شمال غربی و مرتبط با تالشی است.